# Michal nad Žitavou
Michal nad Žitavou este o comună slovacă, aflată în districtul Nové Zámky din regiunea Nitra. Localitatea se află la altitudinea de 135 m deasupra n.m., se întinde pe o suprafață de 8,19 km2 și în 2017 număra 667 de locuitori.

## Istoric
Localitatea Michal nad Žitavou este atestată documentar din 1158.

## Demografie
| An:                | 1994 | 2004   | 2014   | 2024   |
| ------------------ | ---- | ------ | ------ | ------ |
| Număr de persoane: | 684  | 697    | 665    | 683    |
| Diferență:         |      | +1,90% | −4,59% | +2,70% |

| An:                | 2023 | 2024   |
| ------------------ | ---- | ------ |
| Număr de persoane: | 681  | 683    |
| Diferență:         |      | +0,29% |